# Dydaktyka
Dydaktyka – jedna z głównych gałęzi nauk pedagogicznych, która zajmuje się procesami nauczania i uczenia się, wszelkimi przedmiotami na kolejnych poziomach tych procesów, od przedszkola do studiów wyższych, a także mających miejsce poza instytucjami oświatowymi, przy zwykłych czynnościach. Jest to zatem nauka o systemie poprawnie uzasadnionych twierdzeń i hipotez dotyczących procesu, zależności i prawidłowości nauczania a uczenia się oraz sposobów kształtowania tego procesu przez człowieka.
Podstawowym zainteresowaniem badawczym dydaktyki jest śledzenie na bieżąco sposobów postępowania osób biorących udział zarówno w procesie nauczania, jak i uczenia się. W ten sposób zbiera cele i metody kształcenia, by poddać je naukowej analizie. Zajmuje się też badaniem organizacji kształcenia i środków w tym celu wykorzystanych. Ponadto nauka ta zwraca uwagę na położenie materialne i społeczne badanych grup. Jak podaje W. Okoń, jej celem nadrzędnym jest „ustalanie zależności warunkujących działalność dydaktyczną”.

## Geneza
Termin dydaktyka pochodzi od gr. διδακτικος (nauczający), w którym didaktikos znaczy pouczający, a didasko – uczę. 
Pierwotnie w XVII–XVIII w. dydaktykę traktowano (definiowano) jako sztukę nauczania. Po raz pierwszy terminu tego użyto w 1613 roku w Niemczech przez Krzysztofa Helwiga i Joachima Junga.
Do powszechnego użycia termin wprowadził Jan Amos Komenský – pedagog, publikując swoje dzieło w 1657 roku, nazywając dydaktykę w tytule Uniwersalna sztuka nauczania. 
Nurt dydaktyki, który dominował w XVIII i XIX w. nazwano dydaktyką tradycyjną, która w dużej mierze wiąże się z nazwiskiem Jana Fryderyka Herbarta.
Na przełomie XIX i XX w. wraz z pojawieniem się nurtu tzw. nowego wychowania skupiającego się na samym dziecku, zmienia się kierunek dydaktyki – wówczas zaczęto definiować dydaktykę jako sztukę nauczania i uczenia się.

## Przedmiot i zadania dydaktyki
Dydaktyka, jako dział pedagogiki, analizuje zależności warunkujące przebieg i wyniki nauczania-uczenia się, a także formułuje na tej podstawie odpowiednie prawidłowości oraz wskazuje metody, formy organizacyjne i środki pomocne w wywołaniu zamierzonych zmian u uczniów. Spełnia ona funkcję teoretyczną i praktyczną, głównie o charakterze diagnostycznym, prognostycznym i instrumentalnym.

## Podział ogólny
- Dydaktyka ogólna bada metodologicznie i analizuje sposoby i mechanizmy psychoedukacyjne oraz formuje określone prawidłowości, zasady, reguły nauczania-uczenia się;
- Dydaktyka naukowa zajmuje się umożliwianiem porozumiewania się pracownikom naukowym (profesor) między sobą oraz ułatwianiem kontaktu z pracownikami naukowo-dydaktycznymi szkoły wyższej (np. adiunktami czy asystentami) także ze studentami[4];
- Dydaktyka uniwersytecka zajmuje się wspomaganiem procesu samodzielnego wykształcenia się, kadr naukowych i samodzielnego dokształcania się, pracowników naukowo-dydaktycznych (nauczycieli akademickich) szkół wyższych;
- Dydaktyka szkoły wyższej zajmuje się kształceniem kierunkowym studentów, umożliwia porozumiewania się pracownikom naukowo-dydaktycznym szkoły wyższej ze studentami oraz przekazywaniem wiedzy naukowej studentom poprzez teoretyczne wykłady i praktyczne ćwiczenia, konwersatorium, laboratorium itp. przez pracowników dydaktycznych szkoły wyższej;
- Dydaktyka szkoły średniej zajmuje się przygotowywaniem uczniów do samodzielnego uczenia się w ramach przedmiotów szkoły średniej w systemie podający – poszukujący wiedzy;
- Dydaktyka gimnazjalna zajmuje się kształceniem ogólnym uczniów, w systemie podającym;
- Dydaktyka szkoły podstawowej zajmuje się kształtowaniem uczniów o odpowiednich cechach edukacyjnych jak absorbujących wiedzę o społeczeństwie i wszechświecie;
- Dydaktyka przedszkolna zajmuje się, wykształceniem motywacyjno-poznawczym przedszkolaków przez nauczycieli wczesnoszkolnych, zachowaniami prorodzinnymi i społecznymi w grupach rówieśniczych oraz przygotowuje do gotowości szkolnej;
- Dydaktyka opiekuńczo-wychowawcza zajmuje się, przystosowaniem opiekuńczym relacji triady (matka – dziecko – ojciec) i rodzeństwa, określa prawidła wychowania dziecka od postaw „trening czystości” i zachowania w grupie rodzinnej[styl do poprawy].

## Podział szczegółowy
- Dydaktyka szczegółowa bada zagadnienia właściwe tylko dla jednego przedmiotu nauczania np.: metodyka nauczania matematyki itd. Dydaktyki szczegółowe są teoriami nauczania i uczenia się, poszczególnych przedmiotów na określonych poziomach nauczania[5].
- Metodyka nauczania to teoria nauczania określonego szczebla przedmiotu na danym poziomie w szkole podstawowej, gimnazjum, szkole wyższej np.: metodyka nauczania matematyki lub innego przedmiotu.
- Metodyka nauczania początkowego to metodyka szczebla pracy dydaktycznej podstawowych klas początkowych I-III.

### Systemy i treść kształcenia
- system dydaktyczny
- cele kształcenia
- treści kształcenia

### Proces dydaktyczny
- metody nauczania
- środki dydaktyczne
- ocena szkolna
- niepowodzenia szkolne
- nauczanie
- uczenie się
- kształcenie
- samokształcenie
- praca domowa
- dojrzałość szkolna
- program ukryty
- formy kształcenia
- cele dydaktyczne i poznawcze